# Sol C. Siegel
Sol C. Siegel (* 30. März 1903 in New York City; † 29. Dezember 1982 in Los Angeles) war ein US-amerikanischer Filmproduzent.

## Leben
Nach seinem Abschluss an der Columbia University Graduate School of Journalism begann Siegel seine berufliche Laufbahn als Reporter bei der New York Herald Tribune. Anschließend war er als Verkaufsleiter des Tonträgerunternehmens American Record Corporation tätig.
Im Jahr 1934 ging er nach Hollywood, wo er ab 1936 für die unabhängige Produktionsfirma Republic Pictures zahlreiche B-Filme produzierte, darunter mehrere Western mit Gene Autry und John Wayne. 1940 verließ er Republic und erhielt einen Vertrag bei Paramount Pictures. 1947 wechselte er zu 20th Century Fox, wo er als Produzent mit Filmkomödien wie Ich war eine männliche Kriegsbraut (1949), Liebling, ich werde jünger (1952) und Blondinen bevorzugt (1953) große Erfolge verbuchen konnte. 1955 erhielt er eine Oscar-Nominierung in der Kategorie Bester Film für Jean Negulescos Drei Münzen im Brunnen. Im Jahr 1956 wurde er von MGM eingestellt, wo er zwei Jahre später zum Vizepräsidenten ernannt wurde. In den 1960er Jahren machte er sich selbständig und wirkte fortan als unabhängiger Produzent. Bis 1968 produzierte Siegel knapp 100 Spielfilme.
Aus seiner Ehe mit Ruth E. Shor Siegel (1908–1962), mit der er bis zu deren Tod verheiratet blieb, stammen Siegels Söhne Andrew, Norman und Richard. Von 1972 bis zu seinem Tod war Siegel in zweiter Ehe mit Helen J. Waite (1916–1983) verheiratet. Er starb 1982 im Alter von 79 Jahren an einem Herzinfarkt in Los Angeles und wurde im Hillside Memorial Park in Culver City beigesetzt.

## Filmografie (Auswahl)
- 1936: Hit the Saddle
- 1938: Under Western Stars
- 1938: Army Girl
- 1939: Rache für Alamo (Man of Conquest)
- 1939: She Married a Cop
- 1940: Schwarzes Kommando (Dark Command)
- 1940: Women in War
- 1941: Henry Aldrich for President
- 1941: Glamour Boy
- 1942: Sweater Girl
- 1942: My Heart Belongs to Daddy
- 1943: Lady Bodyguard
- 1946: Blau ist der Himmel (Blues Skies)
- 1947: Mit Gesang geht alles besser (Welcome Stranger)
- 1947: Pauline, laß das Küssen sein (The Perils of Pauline)
- 1948: Schrei der Großstadt (Cry of the City)
- 1949: Ein Brief an drei Frauen (A Letter to Three Wives)
- 1949: Blutsfeindschaft (House of Strangers)
- 1949: Ich war eine männliche Kriegsbraut (I Was a Male War Bride)
- 1949: In den Klauen des Borgia (Prince of Foxes)
- 1950: Unter Geheimbefehl (Panic in the Streets)
- 1950: Stella
- 1951: Vierzehn Stunden (Fourteen Hours)
- 1951: An der Riviera (On the Rivera)
- 1951: The House in the Square
- 1952: Die Maske runter (Deadline – U.S.A.)
- 1952: Casanova wider Willen (Dreamboat)
- 1952: What Price Glory
- 1952: Liebling, ich werde jünger (Monkey Business)
- 1953: Madame macht Geschichte(n) (Call Me Madam)
- 1953: Gefährtin seines Lebens (The President’s Lady)
- 1953: Blondinen bevorzugt (Gentlemen Prefer Blondes)
- 1954: Drei Münzen im Brunnen (Three Coins in the Fountain)
- 1954: Die gebrochene Lanze (Broken Lance)
- 1954: Rhythmus im Blut (There’s No Business Like Show Business)
- 1956: Die oberen Zehntausend (High Society)
- 1957: Die große Schuld (Man on Fire)
- 1957: Die Girls (Les Girls)
- 1958: König der Spaßmacher (Merry Andrew)
- 1958: Verdammt sind sie alle (Some Came Running)
- 1960: Das Erbe des Blutes (Home from the Hill)
- 1966: Nicht so schnell, mein Junge (Walk Don’t Run)
- 1966: Alvarez Kelly
- 1968: Bizarre Morde (No Way to Treat a Lady)

## Auszeichnungen
- 1955: Nominierung für den Oscar in der Kategorie Bester Film für Drei Münzen im Brunnen
- 1959: Nominierung für den Laurel Award in der Kategorie Bester Produzent (2. Platz)
- 1961: Nominierung für den Laurel Award in der Kategorie Bester Produzent (7. Platz)
- 1968: Nominierung für den Laurel Award in der Kategorie Bester Produzent (5. Platz)